# ミッドナイト・ガイズ
『ミッドナイト・ガイズ』（原題: Stand Up Guys）は、フィッシャー・スティーヴンス監督、アル・パチーノ、クリストファー・ウォーケン、アラン・アーキン出演の2012年のアメリカ合衆国のクライム・コメディ映画である。北米では2013年2月1日に一般公開された。

## あらすじ
仲間をかばう形で28年間刑務所に服役していたギャングのヴァル（アル・パチーノ）は、出所早々に仲間のドク（クリストファー・ウォーケン）との再会を楽しむ。ところが、ドクは上司のクラップハンド（マーク・マーゴリス）から翌朝10時までにヴァルを暗殺するよう言いつけられていたが、殺すことができず、逆にそのことを明かしてしまう。
2人は現実逃避するかのように盗んだスポーツカーでもう一人の仲間であるハーシュ（アラン・アーキン）と合流する。だが、そのスポーツカーの中から若い女性が見つかり、ヴァルたちは人助けと称して黒幕のアジトへ殴り込む。

## キャスト
※括弧内は日本語吹替
- ヴァル - アル・パチーノ（山路和弘）
- ドク - クリストファー・ウォーケン（金尾哲夫）
- ハーシュ - アラン・アーキン（高岡瓶々）
- ニナ - ジュリアナ・マルグリーズ（品田美穂）
- クラップハンズ - マーク・マーゴリス（山本格）
- ウェンディ - ルーシー・パンチ（慶長佑香）
- アレックス - アディソン・ティムリン（水瀬郁）
- シルヴィア - ヴァネッサ・フェルリト
- オクサナ - キャサリン・ウィニック
- ラリー - ビル・バー（英語版）

## 制作
本作はアル・パチーノにとって5年ぶりの主演作であり、本人は自身の役について「私が好きな役というのは人生のサバイバーなんだ。重荷を背負いながら生きている人物だ。私はそういう人たちに称賛を送る」とインタビューの中で肯定的に語っている。ただし、劇中ではヴァルが憂さ晴らし目的でバイアグラを使用する一方、パチーノ本人は先のインタビューの中でこの薬を服用したことがないことを明らかにしている。
ジョン・ボン・ジョヴィは、本作の物語に感銘を受け、本作のために「Not Running Anymore」を書き下ろした。

## 公開
2012年10月12日にシカゴ国際映画祭でプレミア上映された。

## 評価
ジョン・ボン・ジョヴィの楽曲「Not Running Anymore」は第70回ゴールデングローブ賞主題歌賞にノミネートされた。
Rotten Tomatoesでは106件の批評家レビューで支持率は38%、平均点は5.2/10となった。Metacriticでは32件のレビューで加重平均値は41/100となった。
Slant Magazineは4ツ星満点で2.5星を与えた。オーウェン・グレイバーマンは「B-」評定を与えた。